# Međunarodna komisija za nestala lica
Međunarodna komisija za nestale osobe (International Commission on Missing Persons: ICMP) je međuvladina organizacija koja se bavi pitanjem osoba nestalih usljed oružanih sukoba, kršenja ljudskih prava i prirodne katastrofe. Njeno sjedište je u Sarajevu, Bosna i Hercegovina (BiH). Pomaže vladama u ekshumacijama masovnih grobnica i DNK identifikaciji nestalih osoba, pruža podršku udruženjima porodica nestalih osoba i pomaže u stvaranju strategije i institucija za traženje nestalih osoba. U decembru 2014. godine, potpisan je sporazum kojim je osnovana Komisija kao "Međunarodna organizacija za sebe", koja ima pet potpisnika, koji još nije stupio na snagu. Ugovor označava Hag (Holandija) kao sjedište organizacije.

## Istorija
ICMP je osnovana po nalogu predsjednika SAD, Bila Clintona, 1996. na samitu G7, u Lyonu, Francuska , da se suoči s pitanjem osoba nestalih kao rezultat različitih sukoba relevantnih za Bosnu i Hercegovinu, Republiku Hrvatsku, a onda i Saveznnu Republiku Jugoslaviju. Od 1991. do 1995. godine ICMP-om je prvi put predsjedavao bivši američki državni sekretar Cyrus Vance, koga je kao za predsjednika naslijedio američki senator Bob Dole. Sadašnji predsjedavajući je Thomas Miller. Iako je sa sjedištem u Sarajevu, Bosna i Hercegovina (BiH), ICMP trenutno radi u širokom rasponu operativnih područja, koja uključuju bivše zone sukoba na zapadnom Balkanu i Bliskom istoku , kao i područja pogođena prirodnim katastrofama, kao što su cunamiijem pogođene regije u Južnoj Aziji i američkoj saveznoj državi Louisiana nakon uragana Katrina . U 2001. godini, na zahtjev vlasti New York Cityja. ICMP je također poslao svoje dva vodeća forenzičke naučnika u SAD nakon 11. septembra 2001, napada na World Trade Center.
ICMP-ov Podrinje identifikacijski projekt (PIP) je formiran da se bavi identifikacijom prvenstveno žrtava 1995. godine i masakra u Srebrenici. PIP uključuje postrojenja za skladištenje, obradu i rukovanje ekshumiranih posmrtnih ostataka. Veći dio ostataka su samo fragmenti ili pomiješanih tijela fragmenata, jer su pribavljeni iz sekundarnih masovnih grobnica . Fotografija prikazuje jedan dio hladnjače mrtvačnici. 
ICMP trenutno ima tri forenzička objekte, od kojih su dva fokusirana na ljudske ostatke u vezi sa padom Srebrenice. To su Identifikacijski projekt Podrinje (PIP) i Reasocijacijski centar Lukavac (LKRC). Identifikacijski projekt Krajina (KIP) je primarni objekt za ostatke koji se odnose na područje Sanskog Mosta i Prijedora . ICMP ima urede u Sarajevu (BiH), Tuzli (BiH), Banja Luci (BiH), Bagdadu i Arbilu (Irak) i Prištini (Kosovo). 
Do kraja avgusta 2011. godine, napori ICMP-a su rezultirali DNK-pomognutom identifikaciji 16.289 osoba iz bivše Jugoslavije. 
U junu 2008. godine, na Filipinima se dogodio tajfun Frank koji je izazvao više od 1.000 smrtnih slučajeva. U nastojanju da pomogne Filipinima u identifikaciji osoba koji su poginule kao posljedica ove tragedije, Interpol je pozvao ICMP da rade zajedno s njima u pružanjju pomoći, čime se pozivajući su, po prvi put realizirali sporazum potpisan između ICMP i Interpola u novembru 2007. godine i zajedno odgovorili na situacije katastrofe.

## Mandat
ICMP radi da osigura saradnju vlada i drugih organa vlasti u lociranju i identificiranju osoba nestalih usljed oružanih sukoba, drugih oblika neprijateljstva ili kršenja ljudskih prava i prirodnih katastrofa. Također podržava rad drugih organizacija u njihovim naporima, potiče uključivanje javnosti u svoje aktivnosti i doprinosi razvoju odavanju počasti nestalim osobama. Osim toga, ICMP pomaže vladama u ispunjavanju njihovih obaveza u oblasti ljudskih prava prema žrtvama i preživjelim članovima njihovih obitelji, kao i izgradnju institucionalnih kapaciteta koji promoviraju dugoročno povjerenje javnosti. 

## Struktura
ICMP-em upravlja ICMP odbor povjerenika, u koji su uključeni trenutni predsjednik Thomas Miller (od maja 2011), Jim Kimsey (predsjedavajići 2001-2011, sada predsjednik emeritus), Wim Kok, kraljica Noor (Jordan), Knut Vollebaek, Rolf Ekeus i Carolina Barco. U prethodnom mandatu bili su: Bob Dole (predsjednik 1997.-2001) i Cyrus Vance († predsjedavajući 1996-1997). 
Generalni direktor, Kathryne Bomberger, imenovan je od komesara ICMP-a u aprilu 2004. Godine, kao šef organizacije izvršnih direktora i odgovorna je za pravac i nadzor svih aktivnosti i programa u svim područjima poslovanja. 14. juna, 2007, Bomberger je odlikovana titulom Chevalier Legije d'Honneur od strane predsjednika Francuske kao "dokaz pažnje i priznanja francuske vlade za rad Kathryne Bomberger u svojoj misiji i izuzetne rezultate ICMP".
Nakon zajedničkih napora ICMP-a i Interpola na posljedicama tajfuna Frank u identifikaciji žrtava, 5. februara 2009. godine od Gloria Macapagal Arroyo, predsjednika Republike Filipini, Kathryne Bomberger , generalna direktorica ICMP, je odlikovana "za izuzetnu posvećenost i izvanredna postignuća u lociranju i identificiranju osoba nestalih usljed prirodnih ili ljudski izazvanih katastrofa".

## Pravni osnov
Шаблон:Infobox Treaty
Na 15. decembmra 2014. godine potpisan je Sporazum o statusu i funkciji Međunarodne komisije za nestale osobe, pružajući Komisiji formalnost međunarodnog subjekta. Taj sporazum je potpisan u Briselu, uz učešće pet zemalja, a ostat će otvoren za potpisivanje, u Hagu, do 16. decembra 2015. Stupio je na snagu 14. maja 2015, nakon ratifikacije Švedske i Velike Britanije. 
Ugovorom se uspostavlja Hagu kao sjedište Komisije i uspostavlja Konferencija država potpisnica (koju predstavljaju sve države članice ugovora) i Finansijski odbor (koji predstavljaju sve države koje doprinose), te "Odbor povjerenika" (izabran "iz reda istaknutih osoba ") i Generalni direktor ICMP-a. 

## Spoljašnje veze
- Званични веб-сајт
- Interpol official website
- International Criminal Tribunal for the former Yugoslavia
- Commission of the Government of the Republic of Croatia on Missing and Detained Persons
- Federation Commission on Missing Persons
- Office for Tracing Detained and Missing Persons of Republika Srpska

43° 52′ 00″ С; 18° 24′ 33″ И / 43.86654° С; 18.40928° И